# 小普請世話役
小普請世話役（こぶしんせわやく）は、江戸幕府の役職の1つ。小普請入りした旗本・御家人たちを統括する小普請組支配の配下で、小普請が納める小普請金の集金や連絡役をつとめた。小普請各組の中から選ばれた3名ほどがこの役に就いて組頭に属した。
享保19年（1734年）6月に設置され、役高50俵と3人扶持が給された。裃役の譜代准席で、御目見以下、布衣以下（『天保年間諸役大概順』）。伊賀者や御留守居同心がこの職に就いた。小まめに小普請組を廻るため、目につきやすく、のちに小人目付や徒目付などに推挙される者が多かった。寛政元年（1789年）に1組に5人となる。
小普請組の屋敷替えや、組中の世話や相談、宅見回り、幼年の者の心添、学芸・素行の取り締まり、諸願・諸届の申達、御用召の差添などを取り扱った（『明良帯録』）。
小普請の幕臣が隠居や家督相続をする際には、小普請組頭とともにその者の屋敷に赴き、手続きを行なった。